# Sphaeromides raymondi
Sphaeromides raymondi is een pissebed uit de familie Cirolanidae. De wetenschappelijke naam van de soort is voor het eerst geldig gepubliceerd in 1897 door Adrien Dollfus.